# Hadafo Médias
Hadafo Médias est un groupe médias guinéen fondé et dirigé par le journaliste et homme d'affaires Lamine Guirassy. Le groupe est basé à Conakry ; il comprend trois chaînes de télévision (Espace TV, Kalac TV et LaGuinéeFée), trois radios à Conakry (Espace FM, Sweet FM et Kalac Radio) et huit antennes régionales (Espace Kakandé, Espace Foutah, Espace Mamou, Espace Kankan, Espace Forêt, Espace Siguiri, Espace Dabola et Espace Kania).

## Histoire
Lancée début 2007, Hadafo Médias couvre la Guinée par ses radios, télévisions et antennes régionales.
Chaque année, un événement couronne l'anniversaire des stations en présence de plusieurs artistes Guinéens. Les 10 ans de la radio ont été fêtés avec, pour invité spécial, Zaho et les 5 ans de la télévision ont été fêtés avec Kery James, Sheryfa Luna.
Fin 2019, le gouvernement Kassory s'interdit d'intervenir sur Espace TV et FM.
Le 9 novembre 2023, Espace TV et Radio, ainsi que Kalac TV et FM sont retirer du bouquet Canal ̟ Guinée et Star time Guinée pour des raisons de sécurité nationale selon l'Etat,.
Le 22 Mai 2024, les licence de la radio Espace FM, Sweet FM sont retirer et le 23 Mai, les fréquences 99.7 MHz de Espace FM, la 99.1 MHz de Sweet FM, Espace TV à Conakry et les antennes en régions. Ainsi que l'autorisation VSAT.

## Médias
| No          | Noms           | Fréquences | Lieux      | Création         | Suspension  |
| Télévision  | Télévision     | Télévision | Télévision | Télévision       |             |
| ----------- | -------------- | ---------- | ---------- | ---------------- | ----------- |
| 1           | Espace TV      |            | Conakry    | 2014             | 23 Mai 2024 |
| 2           | Kalac TV       |            | Conakry    | 2019             |             |
| 3           | LaGuinéeFée    |            | Conakry    | 2024             |             |
| Radios      |                |            |            |                  |             |
| 4           | Espace FM      | 99.7       | Conakry    | 2008             | 23 Mai 2024 |
| 5           | Espace Kakandé | 99.6       | Boké       | 2011             | 23 Mai 2024 |
| 6           | Espace Foutah  | 99.6       | Labé       | 2010             | 23 Mai 2024 |
| 7           | Espace Forêt   | 99.7       | Nzérékoré  | 10 avril 2018    | 23 Mai 2024 |
| 8           | Espace Kankan  |            | Kankan     | 2018             | 23 Mai 2024 |
| 9           | Espace Kania   | 99.7       | Kindia     | 2020             | 23 Mai 2024 |
| 10          | Sweet FM       |            | Conakry    | 2010             | 23 Mai 2024 |
| 11          | Kalac Radio    |            | Conakry    | 2019             |             |
| 12          | Espace Mamou   |            | Mamou      |                  | 23 Mai 2024 |
| 13          | Espace Siguiri |            | Siguiri    | 8 septembre 2023 | 23 Mai 2024 |
| 14          | Espace Dabola  |            | Dabola     |                  | 23 Mai 2024 |
| Sous-Région |                |            |            |                  |             |

## Prix et reconnaissances
1. 2019 : Meilleur groupe media en république de Guinée lors des Guinea Compagny Awards.